# Petr Koháček
Petr Koháček (3. srpna 1951 Praha – 9. února 2025) byl český politik, v letech 1990 až 2002 postupně poslanec České národní rady a Poslanecké sněmovny PČR za Občanské fórum a ODS.

## Biografie
Profesně působil jako knihkupec a propagátor díla bratří Čapků. Ve volbách v roce 1990 byl zvolen do České národní rady za Občanské fórum. Mandát obhájil ve volbách v roce 1992, nyní za ODS (volební obvod Praha). Zasedal v ústavněprávním výboru.
V listopadu 1992 se oženil s poslaneckou kolegyní Milenou Kolářovou. V dubnu 1993 kritizoval, že Česká televize dává malý prostor vládní koalici.
Od vzniku samostatné České republiky v lednu 1993 byla ČNR transformována na Poslaneckou sněmovnu Parlamentu České republiky. Mandát obhájil ve volbách v roce 1996 a volbách v roce 1998. V dubnu 1993 se stal členem stálé komise pro sdělovací prostředky. V letech 1996–1998 byl členem ústavněprávního výboru a v letech 1996–2002 výboru pro obranu a bezpečnost (v období let 1998-2002 jeho místopředsedou). Zároveň působil v letech 2000-2002 jako místopředseda poslaneckého klubu občanských demokratů.
Na kandidátní listině pro sněmovní volby v roce 2002 byl zařazen na nevolitelné místo a mandát neobhájil. Po volebním neúspěchu byl uváděn jako poradce poslaneckého klubu ODS.
Po odchodu ze sněmovny byl aktivní v komunální politice v Praze a Hostivici. Byl zároveň poradcem a analytikem poslaneckého klubu ODS. Zemřel v únoru 2025. Marek Benda ho ocenil jako člověka, jehož „pečlivost ho provázela všedním i nevšedním životem – ve všem měl obrovský řád a pořádek.“ A dodal, že na něj vzpomíná jako „na člověka s obrovským rozhledem a smyslem pro humor.“